# 光茎钝叶楼梯草
光茎钝叶楼梯草（学名：Elatostema obtusum var. glabrescens）为荨麻科楼梯草属下的一个变种。

## 扩展阅读
- 維基物種上的相關：光茎钝叶楼梯草